# Acianthera verecunda
Acianthera verecunda é uma espécie de orquídea (Orchidaceae) que existe da Costa Rica ao Equador, antigamente subordinada ao gênero Pleurothallis.